# 朱公銘
秦安王朱公銘（1431年10月14日—1474年9月26日），明朝秦藩第一代臨潼王，追封秦王，秦康王朱志𡐤的庶長子，生母夫人周氏。

## 生平
朱公銘生於宣德六年九月初十日（1431年10月14日）。正統七年九月十三日（1442年10月16日），朝廷遣正使平江伯陳豫、副使給事中王弼持節冊封為臨潼王。王府位於咸寧縣秦府東城之外，為秦愍王朱樉長女蒲城郡主的故宅。
正統八年（1443年），定歲祿為二千石，其中米五百石，餘折鈔。同年，獲賜儀仗。天順元年（1457年），祿米加至七百石。同年，獲賜鹽引，每年三十引；祿米加至八百石。
成化十年八月十六日（1474年9月26日），以疾薨於正寢，享年四十四歲。諡號惠簡。三年後，嫡子朱誠澯襲爵。
弘治十三年（1500年），朱公銘之孫臨潼王朱秉欆因秦簡王朱誠泳無子而嗣封秦王。弘治十四年（1501年），因嫡系於上年入繼大宗，朱公銘改由其庶長子朱誠潤奉祀。大禮議之後的嘉靖八年（1529年），令旁支襲爵者得追封其本生祖父母、父母。嘉靖十七年（1538年），秦王朱惟焯以例奏請追封曾祖為秦王。明世宗許之，遂下詔追封朱公銘為秦王，改諡安。

## 家庭

### 妻妾
- 劉氏，東城兵馬副指揮劉鑑之女，正統十年（1445年）封臨潼王妃[12]，生朱誠澯。
- 翟氏，封臨潼王夫人，生朱誠潤、朱誠波、朱誠泩。
- 鮑氏，封臨潼王夫人，生朱誠浩。

### 子孫
- 庶長子：鎮國將軍→臨潼靖安王（追封）→秦恭王（追封）朱誠潤[13]
- 庶次子：鎮國將軍朱誠浩[14]
  - 孫：朱秉杊[15]
  - 孫：朱秉穀[16]
  - 孫：朱秉欒[17]
  - 孫：朱秉柆[18]
- 庶三子：朱誠澈，夭折[19]
- 嫡四子：臨潼和僖王→秦莊王（追封）朱誠澯[19]
- 庶五子：鎮國將軍朱誠波[20][21]，號月軒[22]
  - 孫：朱秉[23]
  - 孫：朱秉桻[24]
  - 孫：輔國將軍朱秉楸，號清溪道人
    - 曾孫：奉國將軍朱惟𤊹，號雙亭
      - 玄孫：鎮國中尉朱懷坿
        - 五世孫：輔國中尉朱敬鐫
          - 六世孫：春哥（乳名）

        - 五世孫：輔國中尉朱敬鉒

      - 玄孫：鎮國中尉朱懷堗
        - 五世孫：朱敬𨭘

    - 曾孫：奉國將軍朱惟炩
      - 玄孫：鎮國中尉朱懷堋
      - 玄孫：鎮國中尉朱懷厪

    - 曾孫：奉國將軍朱惟煯
      - 玄孫：鎮國中尉朱懷𪣥
        - 五世孫：朱敬鈠

      - 玄孫：鎮國中尉朱懷埅
      - 玄孫：鎮國中尉朱懷𩁞

    - 曾孫：奉國將軍朱惟烊
      - 玄孫：鎮國中尉朱懷坄[22]
        - 五世孫：朱敬鈍[21]
        - 五世孫：輔國中尉朱敬釯

      - 玄孫：鎮國中尉朱懷㙡
      - 玄孫：鎮國中尉朱懷
        - 五世孫：朱敬鈧

    - 曾孫：奉國將軍朱惟燰
      - 玄孫：鎮國中尉朱懷𡏖

    - 曾孫：奉國將軍朱惟灹
      - 玄孫：鎮國中尉朱懷䞕

    - 曾孫：奉國將軍朱惟
      - 玄孫：鎮國中尉朱懷
      - 玄孫：鎮國中尉朱懷𧹬
      - 玄孫：鎮國中尉朱懷墄

    - 曾孫：奉國將軍朱惟𤑕
      - 玄孫：鎮國中尉朱懷䧾

    - 曾孫：奉國將軍朱惟灮
    - 曾孫：奉國將軍（朱惟𤊹－朱惟灮）
      - 玄孫女：汧山鄉君，儀賓馬承芳
      - 玄孫女：雍山鄉君，儀賓傅倌
      - 玄孫女：垣翰鄉君，儀賓陸部
      - 玄孫女：萬億鄉君，儀賓袁紹
      - 玄孫女：潼川鄉君，儀賓楊汝麟
      - 玄孫女：裕溪鄉君，儀賓何來珎
      - 玄孫女：懷德鄉君，儀賓李豫芳
      - 玄孫女：崇節鄉君，儀賓楊榛
      - 玄孫女：湞江鄉君，儀賓田愈登
      - 玄孫女：文惠鄉君，儀賓惠可大
      - 玄孫女：裕溪鄉君，儀賓高思孝

    - 曾孫女：通渭縣君，儀賓梁璧
    - 曾孫女：秦安縣君，儀賓周鶚
    - 曾孫女：吳平縣君，儀賓周經
    - 曾孫女：銀城縣君，儀賓羅朝鳳[25][22]
- 庶六子：鎮國將軍朱誠泩[26]
  - 孫：朱秉梮[27]
- 某子：鎮國將軍
  - 孫：輔國將軍朱秉椂[18]，號清寧軒[28]
    - 曾孫：奉國將軍朱惟燃[18]
    - 曾孫：奉國將軍朱惟爆
    - 曾孫：奉國將軍（朱惟燃－朱惟爆）
      - 玄孫：鎮國中尉朱懷
      - 玄孫：鎮國中尉朱懷埯
        - 五世孫：朱敬鍑
        - 五世孫女：朱楊姐

      - 玄孫女：吕亨鄉君，儀賓崔僴

    - 曾孫：奉國將軍朱惟焅，號梅溪
      - 玄孫：鎮國中尉朱懷㙩
        - 五世孫女：朱大姐

    - 曾孫女：會川縣君，儀賓張準
    - 曾孫女：莘縣縣君，儀賓葛松
    - 曾孫女：巨津縣君，儀賓梁表正[28]
- 女：池陽縣主，儀賓張淳
- 女：夏陽縣主，儀賓張昶
- 女：清水縣主，儀賓狄賢
- 女：開遠縣主，儀賓王槐
- 玄孫：鎮國中尉朱懷坄，娶王氏，封恭人，是武略將軍王衛的長女[29]
- 玄孫：鎮國中尉朱懷㥺，娶王氏，封恭人，是武略將軍王衛的次女[29]

## 墓葬
成化十一年八月二十六日（1475年9月25日），朱公銘與妃劉氏合葬於陝西西安府咸寧縣韋曲里洪固鄉之原（在今陝西省西安市雁塔区）。

　大明秦府故臨潼惠簡王壙誌

　王諱公銘，

太祖高皇帝之玄孫，

　秦愍王之曾孫，

　隱王之孫，

　康王之長子。嫡母妃陳氏，母夫人周氏。王生於宣德六年九月初十日。正統七年

九月十三日，

上命平江伯陳豫、給事中王弼持

節冊封為臨潼王。王天資明睿，博覽群書，貫通今古，尤精真草書法。

事君盡忠，事

　先王盡孝。樂善好賢，雖東平、河間不是過也。訓諸子以詩書，處群下以恩惠。滿期

壽考，不意於成化十年八月十六日以疾薨於正寢，享春秋四十有四。

上聞訃，哀悼，輟視朝，遣行人汪山掌行喪葬禮儀。自初喪、七七、百日，迄下葬，皆諭祭。

特謚曰惠簡。在京

　親王吉王等王及文武大臣皆致祭焉。仍

命工部差辦事官閻禮賫捧銘旌，督同有司修壙，欽天監陰陽人孔賢剋日安葬，陝

西布政司成造冥器如制。妃劉氏，東城兵馬副指揮鑑之女，克執婦道，勤主内

政，先逝。子五人：嫡曰誠澯，襲封。妃紀氏，西安前衛義官宣之女。長曰誠潤，夫人

盧氏；曰誠波，夫人孔氏，孔氏早卒；曰誠泩，聘夫人王氏。俱夫人翟氏出也。次曰

誠浩，夫人李氏，夫人鮑氏出也。俱封鎮國將軍。女四人：曰池陽縣主，適儀賓張

淳，早卒；曰夏陽縣主，適儀賓張昶；曰清水縣主，擇儀賓狄賢；曰開遠縣主，擇儀

賓王槐。俱妃出也。孫四人：長秉櫃，卒於襁褓，次未名，誠潤子也；三、四未名，誠浩

子也。王薨之明年八月二十六日，合妃葬于咸寧縣韋曲里洪固鄉之原，遵

定制也。嗚呼！王生長

　宗室，爲國蕃翰，茂膺封爵，貴富兼隆，賢名遠著，卓冠諸王。終于正寢，夫復何憾。

爰述其槩，納諸幽壙，庸垂不朽云。

成化十一年八月二十六日。

### 書目
- 《明史》
- 《弇山堂別集》
- 《明實錄》

### 出處
1. ↑  《大明英宗睿皇帝实录卷之十三》
2. ↑  . 陕西省地方志办公室.
3. ↑  《明英宗實錄》卷105
4. ↑  《明英宗實錄》卷111
5. ↑  《明英宗實錄》卷276
6. ↑  《明英宗實錄》卷282
7. ↑  《明憲宗實錄》卷165
8. ↑  《明孝宗实录》卷167
9. ↑  《明孝宗实录》卷178：“弘治十四年八月丙午朔，秦府臨潼王秉欆既進封秦王，因以臨潼惠簡王祀事為請。命鎮國將軍誠潤奉惠簡王祀事，誠潤即惠簡王庶長子也。”
10. ↑  《大明會典》卷55：“凡追封。親王。嘉靖八年令，凡孫襲祖爵者得追封其父母，曾孫襲曾祖爵者得追封其祖父母、父母，旁支襲爵者得追封其本生祖父母、父母，妻先故者得追封為妃。郡王同。”
11. ↑  《明世宗实录》卷210：“詔追封秦王惟焯曾祖臨潼惠簡王、祖臨潼和僖王為秦王，妃劉氏、紀氏為秦王妃。初，王父以臨潼王繼嗣。至是，以例請。許之。”
12. ↑  《明英宗实录》卷133
13. ↑  《明英宗实录》卷174
14. ↑  《明英宗实录》卷209
15. ↑  《明憲宗实录》卷173
16. ↑  《明孝宗实录》卷58
17. ↑  《明孝宗实录》卷65
18. 1 2 3  《明孝宗实录》卷201
19. 1 2  《明英宗实录》227
20. ↑  《明英宗实录》卷269
21. 1 2  《皇明秦藩輔國將軍清溪君侯（朱秉楸）壙誌》，《西安南郊明墓》，三秦出版社，2013年，第155-157頁。
22. 1 2 3  《皇明秦藩輔國將軍清溪君侯（朱秉楸）元配夫人范氏合葬墓誌銘》，《新中國出土墓誌·陝西（叁）》上冊，文物出版社，2015年，第254頁。
23. ↑  《明孝宗实录》卷17
24. ↑  《明孝宗实录》卷95
25. ↑  《明秦藩臨潼王府奉國將軍雙亭（朱惟𤊹）淑人梁氏合葬壙誌銘》，《新中國出土墓誌·陝西（叁）》上冊，文物出版社，2015年，第219頁。
26. ↑  《明憲宗实录》卷49
27. ↑  《明孝宗实录》卷68
28. 1 2  《皇明宗室臨潼王府奉國將軍梅溪（朱惟焅）壙誌銘》，《新中國出土墓誌·陝西（叁）》上冊，文物出版社，2015年，第230頁。
29. 1 2  吳敏霞. . . 陝西人民出版社. 2014: 611. ISBN 9787224112696. 女四：長適懷坄，次適懷㥺，俱臨潼王府鎮國中尉，俱封恭人。三適懷塎，四適懷社，俱永壽王府輔國中尉，俱封宜人。李出一，魏出二，孫出一。
30. ↑  《西安新獲墓誌集萃》286-287頁

| 無 原因：明政府始封 | 明朝臨潼國國王 1442年－1474年 | 繼任者： 子和僖王朱誠澯 |